# Total 13
Total 13 è il secondo album della rock band svedese Backyard Babies.

## Tracce
1. Made Me Madman
2. U.F.O. Romeo
3. Highlights
4. Get Dead
5. Look At You
6. Let's Go To Hell
7. Spotlight The Sun
8. 8-Balled
9. Ghetto You
10. Subculture Hero
11. Bombed (Out Of My Mind)
12. Hey, I'm Sorry
13. Robber Of Life